# Mutatis mutandis
Mutatis mutandis è un'espressione latina (dal punto di vista grammaticale un ablativo assoluto formato da un participio perfetto e un gerundivo) che significa letteralmente «essendo cambiate le cose (mutatis) che devono essere cambiate (mutandis)», ossia «fatti i dovuti cambiamenti».

## Usi nelle lingue moderne

### Nella lingua italiana
Questa locuzione avverbiale è usata ancor oggi in italiano quando si paragonano due situazioni che a prima vista possono sembrare assai diverse, per mettere in evidenza una sostanziale identità sui punti ritenuti fondamentali nella discussione, di là da differenze in aspetti ritenuti accessori.
Esempioː
Mutatis mutandis, siamo ancora qui a discutere del problema senza averlo chiarito.
Un altro senso possibile è: «cambiate alcune condizioni specifiche».
Esempiː
Il discorso appena fatto per i Greci si applica, mutatis mutandis, anche agli antichi Romani.
La conflittualità dei metalmeccanici si ritrova, mutatis mutandis, nel settore tessile.
Al Milan manca l'amalgama per essere una grande squadra; mutatis mutandis, vale ciò che dicevamo del Real Madrid.

### Nella lingua inglese
In inglese, l'espressione viene spesso usata in economia, filosofia e diritto.

### Nella letteratura
Mutatis mutandis è il titolo di una rivista digitale di periodicità semestrale, fondata nel 2008, nell'Università di Antiochia in Medellín (Colombia).
L'espressione è stata ripresa dal giornalista Giacomo Danesi come titolo di un suo libro di aforismi e sentenze latine, dove nel titolo stesso è indicata la traduzione per assonanza che fanno coloro che sono digiuni di lingua latina e sta ad indicare un metodo spesso usato per le locuzioni latine.